# Wapen van Ossendrecht

Wapen van Ossendrecht

Het wapen van Ossendrecht werd op 1 oktober 1938 bij Koninklijk Besluit aan de toenmalige Noord-Brabantse gemeente Ossendrecht verleend. Tot dan toe gebruikte de gemeente een wapen dat in 1816 door de Hoge Raad van Adel was afgewezen. Op 1 januari 1997 werd Ossendrecht als gemeente opgeheven om op te gaan in de gemeente Woensdrecht. Hiermee kwam het wapen van Ossendrecht te vervallen als gemeentewapen. Het wapen van Woensdrecht bevatte reeds een aantal elementen die ook in dat van Ossendrecht voorkwamen.

## Blazoenering
De blazoenering bij het wapen luidt als volgt:
Gedeeld; I in azuur het beeld van de Heilige Gertrudis van goud; II doorsneden; 1 gedeeld, a in sabel een leeuw van goud, getongd en genageld van keel; b in goud drie palen van keel; 2 in sinopel drie maliën van zilver. Het schild gedekt met een gouden kroon van drie bladeren en twee paarlen.
De heraldische kleuren zijn azuur (blauw), goud (geel), sabel (zwart), keel (rood) en sinopel (groen). Sint Gertrudis houdt een staf in haar rechterhand, waarlangs drie muizen omhoog klimmen.

## Geschiedenis
Het wapen is afgeleid van het zegel van Ossendrecht uit de zestiende eeuw, waarop de parochieheilige Sint Gertrudis wordt afgebeeld, staande naast het oude wapen van Boutersem. Dit zegel werd in 1750 vervangen door het zegel van de Hertog van Sultsbach, keurvorst van de Pfalz, hertog van Beieren, Kleef en Berg, Graaf van Veldenz etc etc. Dit was de laatste markies van Bergen op Zoom. Ondanks de weigering van de Hoge Raad van Adel om dat wapen aan de gemeente te verlenen, gebruikte Ossendrecht het toch, tot 1938. Het in 1938 verleende wapen wijkt in zoverre af van het oude zegel, dat in plaats van het wapen van Boutersem het wapen Van Glymes (vanaf Jan II van Glymes) werd gebruikt, zoals dat ook voorkwam in andere gemeentewapens in de streek.

## Verwante wapens

Het eerste wapen van Boutersem
Wapen van Woensdrecht
Wapen van Fijnaart en Heijningen
Het oude wapen van Fijnaart en Heijningen
Wapen van Rucphen
Het oude wapen van Rucphen
Wapen van Wouw
Wapen van Standdaarbuiten
Wapen van Zemst

Aalburg
· Aalst
· Aarle-Rixtel
· Alem 
· Alem, Maren en Kessel
· Almkerk
· Alphen en Riel
· Andel
· Baardwijk
· Bakel en Milheeze
· Beek en Donk
· Beers
· Berghem
· Berkel-Enschot
· Berlicum
· Besoyen
· Beugen en Rijkevoort
· Bladel en Netersel
· Bokhoven
· Borkel en Schaft
· Boxmeer
· Budel
· Capelle
· Chaam
· Cromvoirt
· Cuijk
· Cuijk en Sint Agatha
· De Werken en Sleeuwijk
· Den Dungen
· Deurne en Liessel
· Dieden, Demen en Langel
· Diessen
· Dinteloord (en Prinsenland)
· Dinther
· Dommelen
· Drongelen, Haagoort, Gansoijen en Doeveren
· Drunen
· Duizel en Steensel
· Dussen
· Eersel
· Eethen
· Emmikhoven en Waardhuizen
· Empel en Meerwijk
· Engelen
· Erp
· Esch
· Escharen
· Fijnaart en Heijningen
· Gassel
· Geffen
· Geldrop
· Gemert
· Genderen
· Gestel en Blaarthem
· Giessen
· Ginneken en Bavel
· Grave
· 's Gravenmoer
· Haaren 
· Halsteren
· Haps
· Haren en Macharen
· Hedikhuizen
· Heesch
· Heeswijk
· Heeswijk-Dinther
· Heeze
· Helvoirt
· Herpt
· Hoeven
· Hooge en Lage Mierde
· Hooge en Lage Zwaluwe
· Hoogeloon, Hapert en Casteren
· Huijbergen
· Kessel
· Klundert
· Landerd
· Leende
· Liempde
· Lierop
· Lieshout
· Linden
· Lith
· Luyksgestel
· Maarheeze
· Maasdonk
· Maashees en Overloon
· Made en Drimmelen
· Maren
· Meeuwen
· Megen, Haren en Macharen
· Mierlo
· Mill en Sint Hubert
· Moergestel
· Nederwetten en Eckart
· Nieuw-Ginneken
· Nieuw-Vossemeer
· Nieuwkuijk
· Nistelrode
· Nuenen en Gerwen
· Nuland
· Oeffelt
· Oerle
· Oijen en Teeffelen
· Oost-, West- en Middelbeers
· Oploo, Sint Anthonis en Ledeacker
· Ossendrecht
· Oud en Nieuw Gastel
· Oudenbosch
· Oudheusden
· Princenhage
· Prinsenbeek
· Putte
· Raamsdonk
· Ravenstein
· Reek
· Reusel
· Riethoven
· Rijsbergen
· Rijswijk
· Roosendaal en Nispen
· Rosmalen
· Sambeek
· Schaijk
· Schijndel
· Sint Anthonis
· Sint-Michielsgestel
· Sint-Oedenrode
· Soerendonk, Sterksel en Gastel
· Sprang
· Sprang-Capelle
· Standdaarbuiten
· Stiphout
· Stratum
· Strijp
· Terheijden
· Teteringen
· Tongelre
· Uden
· Udenhout
· Veen
· Veghel
· Veldhoven en Meerveldhoven
· Velp
· Vessem, Wintelre en Knegsel
· Vierlingsbeek
· Vlierden
· Vlijmen
· Vrijhoeve-Capelle
· Wanroij
· Waspik
· Werkendam
· Westerhoven
· Wijk en Aalburg
· Willemstad
· Woensel (en Eckart)
· Woudrichem
· Wouw
· Zeeland
· Zesgehuchten
· Zevenbergen